# Myrsine stolonifera
Myrsine stolonifera är en viveväxtart som först beskrevs av Gen-Iti Koidzumi, och fick sitt nu gällande namn av Egbert Hamilton Walker. Myrsine stolonifera ingår i släktet Myrsine och familjen viveväxter. Inga underarter finns listade i Catalogue of Life.